# Diesel (движок)
Diesel engine — коммерческий игровой движок, разработанный и используемый шведской компанией — разработчиком компьютерных игр GRIN.
Первоначально движок был разработан для игры Ballistics 2001 года выпуска. После этого GRIN постоянно улучшала движок, выпуская более новые версии и используя его в своих играх. Первая версия движка была создана в тесном сотрудничестве с компанией nVidia и была предназначена для демонстрационных показов возможностей последнего на то время графического процессора nVidia — GeForce 3.
Diesel является одним из первых игровых движков, который стал использовать физический движок PhysX.

## Игры, использующие Diesel Engine
| Название игры                                  | Разработчик                                         | Платформы                                                                                                  | Дата выхода                | Примечания |
| ---------------------------------------------- | --------------------------------------------------- | --- | -------------------------- | --- |
| Ballistics                                     | GRIN                                                | PC (Microsoft Windows, Linux)                                                                              | 19 октября 2001 года       | Версия для Linux вышла 7 июня 2007 года |
| Bandits: Phoenix Rising                        | GRIN                                                | ПК (Microsoft Windows)                                                                                     | 4 октября 2002 года        | — |
| Tom Clancy's Ghost Recon Advanced Warfighter   | GRIN (только PC-версия)                             | ПК (Microsoft Windows) — версии игры под другие платформы использовали другие игровые движки               | 5 мая 2006 года (для ПК)   | В «Tom Clancy's Ghost Recon Advanced Warfighter» использовалась версия движка № 6 |
| Tom Clancy's Ghost Recon Advanced Warfighter 2 | GRIN (только PC-версия)                             | PC (Microsoft Windows) — версии игры под другие платформы использовали другие игровые движки               | 12 июля 2007 года (для ПК) | В «Tom Clancy's Ghost Recon Advanced Warfighter» использовалась версия движка № 7 |
| Bionic Commando Rearmed                        | GRIN                                                | ПК (Microsoft Windows), PlayStation 3, Xbox 360                                                            | 13 августа 2008 года       | «Bionic Commando Rearmed» — первая игра на «Diesel», которая вышла на консолях PlayStation 3 и Xbox 360 |
| Wanted: Weapons of Fate                        | GRIN                                                | ПК (Microsoft Windows), PlayStation 3, Xbox 360                                                            | 17 марта 2009 года         | — |
| Bionic Commando                                | GRIN                                                | ПК (Microsoft Windows), PlayStation 3, Xbox 360                                                            | 19 мая 2009 года           | — |
| Terminator Salvation                           | GRIN                                                | ПК (Microsoft Windows), PlayStation 3, Xbox 360                                                            | 19 мая 2009 года           | — |
| Lead and Gold: Gangs of the Wild West          | Fatshark                                            | ПК (Microsoft Windows), PlayStation 3, Xbox 360                                                            | 9 апреля 2010 года         | «Lead and Gold: Gangs of the Wild West» — первая игра на «Diesel», разработанная и выпущенная сторонними разработчиками после закрытия GRIN                                                                                       |
| Bionic Commando Rearmed 2                      | Fatshark                                            | PlayStation 3, Xbox 360                                                                                    | 1 февраля 2011 года        | — |
| Payday: The Heist                              | Overkill Software                                   | ПК (Microsoft Windows), PlayStation 3                                                                      | 18 октября 2011 года       | — |
| Payday 2                                       | Overkill Software Starbreeze Studios Lion Game Lion | ПК (Microsoft Windows, Linux, HTC Vive), PlayStation 3, Xbox 360, PlayStation 4, Xbox One, Nintendo Switch | 13 августа 2013 года       | Версия игры для консолей 7-го поколения не поддерживается разработчиками. Версия игры для консолей 8-го поколения называется Crimewave Edition. Дата выхода — 20 июня 2015 года. Дата выхода игры для Linux — 21 марта 2016 года. |
| Tokyo Necro                                    | Nitroplus                                           | ПК (Microsoft Windows)                                                                                     | 2016 год                   | — |
| RAID: World War II                             | Lion Game Lion                                      | ПК (Microsoft Windows), PlayStation 4, Xbox One                                                            | 2017 год                   | |